# (1839) Ragazza
(1839) Ragazza ist ein Asteroid des Hauptgürtels, der am 20. Oktober 1971 vom Schweizer Astronomen Paul Wild, vom Observatorium Zimmerwald der Universität Bern aus, entdeckt wurde.